# Cymbeline

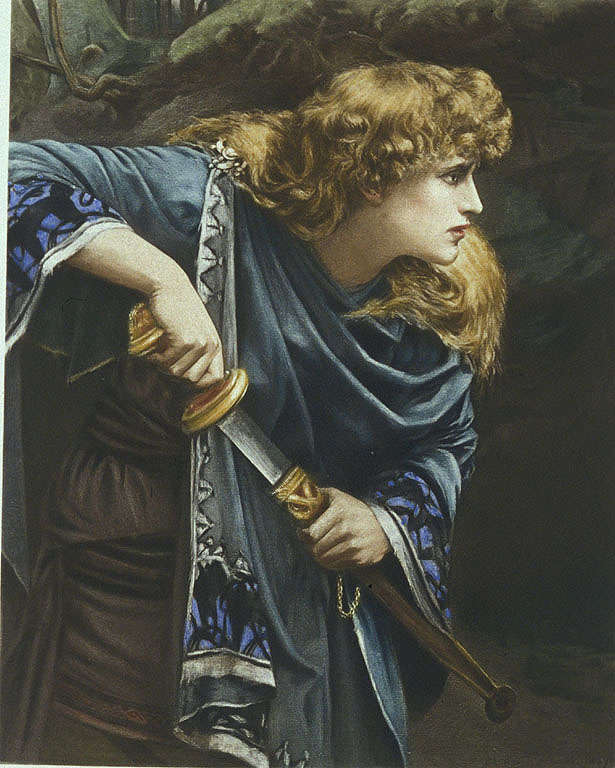
Imogen von Herbert Gustave Schmalz

Cymbeline (frühneuenglischer Originaltitel: The Tragedie of Cymbeline, in einigen späteren Ausgaben auch veröffentlicht unter dem Alternativtitel Cymbeline, King of Britain; in deutschen Übersetzungen als "Zymbelin", "König Zymbelin", "Cymbelin" oder zuletzt auch "Kymbelin") ist ein Schauspiel von William Shakespeare. Das Werk spielt in der Zeit der römischen Antike und handelt vom Schicksal der Imogen (auch Innogen), der Tochter von König Cymbeline. Imogen heiratet heimlich und gegen den Willen ihrer Stiefmutter den niedrig geborenen Posthumus. Vom Hof verbannt gelangt dieser nach Rom, wettet auf die Untreue seiner Frau und strebt, nachdem er getäuscht wurde, danach, Imogen ermorden zu lassen. In den Wirren militärischer Konflikte zwischen Rom und Britannien trifft Imogen ihre verloren geglaubten Brüder wieder, die böse Stiefmutter gesteht auf dem Sterbebett ihre Intrigen gegen die Tochter des Königs, Posthumus vergibt seinem verräterischen Freund und Imogen verzeiht ihrem Mann den Mordanschlag. Als Quelle für das Stück hat Shakespeare vermutlich die Novelle II, 9 aus Boccaccios Decamerone und Auszüge aus Holinsheds Chronicles verwendet. Der Autor hat das Drama wahrscheinlich im Jahre 1610 fertig gestellt. Die früheste Aufführung wird durch einen Bericht des elisabethanischen Astrologen und Okkultisten Simon Forman bezeugt, der das Stück in seinen Aufzeichnungen erwähnt und angibt, es am Globe Theatre – vermutlich im Jahre 1611 – gesehen zu haben. Die erste Druckversion erschien 1623 in der First Folio. Seit Edward Dowden wird das Werk zur Gruppe der späten Romanzen gerechnet.

## Handlung
Imogen, die Tochter des Königs Cymbeline, war verlobt mit Cloten, dem Sohn der neuen Königin. Statt seiner hat sie jedoch heimlich Posthumus, einen Mann niederen Standes, der große Verdienste erworben hat, geheiratet. Der verärgerte Cymbeline verbannt Posthumus daraufhin aus seinem Königreich. Letzterer gibt Imogen beim Abschied ein Armband und erhält einen Ring von ihr. Posthumus' treuer Diener Pisanio bleibt am Hofe.
In Italien wettet Iachimo (oder „kleiner Iago“), ein Soldat der römischen Armee, mit dem exilierten Posthumus, dass er Imogen zum Ehebruch verführen kann; gelingt ihm dies, dann soll Posthumus ihm den Ring geben. In Britannien hat die Königin dem Doktor Cornelius aufgetragen, ihr ein tödliches Gift zu besorgen; der gibt ihr aber nur ein Schlafmittel, das den Anschein des Todes hervorruft. Dieses Mittel, das sie als Beruhigungsmittel ausweist, übergibt sie Pisanio. Der aus Italien angereiste Iachimo versucht Imogen für sich zu gewinnen, wird jedoch zurückgewiesen. Er gibt scheinbar auf und bittet, eine große Truhe in Imogens Zimmer abstellen zu dürfen, die seinen wertvollsten Besitz enthalte, was Imogen gewährt. In der Nacht entsteigt Iachimo der Truhe, mustert das Schlafgemach und die schlafende Imogen, die ein Muttermal auf der linken Brust hat, und streift das Armband von ihrem Handgelenk. Zurück in Italien erklärt er Posthumus, die Wette gewonnen zu haben, schildert Imogens Schlafgemach und präsentiert das Armband. Dem zunächst ungläubigen Posthumus beschreibt er dann das Mal auf Imogens Brust, worauf Posthumus ihm den Ring gibt.
In Britannien verweigert Cymbeline dem römischen Botschafter Caius Lucius, die Tributzahlung fortzusetzen, die Julius Caesar erzwungen hatte. Pisanio hat einen Brief von Posthumus erhalten mit der Aufforderung, Imogen aus London zu bringen und sie zu ermorden. Er gibt ihr einen zweiten Brief von Posthumus mit der Bitte, sie möge sich nach Milford Haven an der Küste von Wales begeben, wo sie ihn treffen werde. In Milford Haven gesteht Pisanio seine Täuschung und zeigt Imogen den ersten Brief, in dem Posthumus ihr Untreue vorwirft. Er schlägt Imogen vor, Knabenkleidung anzulegen und in die Dienste des Caius Lucius einzutreten, wodurch sie nach Italien kommen könne, und gibt ihr als Stärkungsmittel für die Reise das von der Königin erhaltene Mittel. Am Hofe ist unterdessen Imogens Abwesenheit aufgefallen, der zurückgekehrte Pisario gibt Cloten einen falschen Aufenthaltsort an, wohin dieser sich mit einem Anzug von Posthumus aufmacht. Imogen hat sich in der Wildnis verirrt und stößt auf „Polydore“ und „Cadwell“, die, was sie nicht weiß, ihre eigenen Brüder Guiderius and Arviragus sind. Zwanzig Jahre zuvor hatten zwei britische Edelmänner Meineide geschworen, indem sie den Edelmann Belarius des Zusammenwirkens mit den Römern beschuldigten, woraufhin er von Cymbeline aus dem Königreich verbannt wurde. Belarius entführte aus Rache Cymbelines Söhne, um ihn ohne Thronerben zu lassen. Die Söhne wurden von der Amme Euriphile aufgezogen, die sie für ihre Mutter halten. Auf der Jagd treffen Belarius und die Söhne auf den mit Posthumus’ Anzug bekleideten Cloten, der von Guiderius in einem Duell getötet und enthauptet wird. Imogen hat inzwischen das Mittel genommen und die zurückkehrenden Männer halten sie für tot. Sie lassen Clotens kopflosen Körper bei ihr und verlassen sie so. Nach einiger Zeit erwacht Imogen und hält den toten Körper neben sich für denjenigen ihres Mannes. Als Caius Lucius mit seinem Heer auftaucht, stellt sie sich als Fidele vor und wird als Page in die Dienste des Römers aufgenommen.
Der Kampf zwischen dem römischen und dem britannischen Heer gestaltet sich für dieses zunächst ungünstig, obschon Posthumus, mit den Römern nach Britannien gekommen, die Römer verlässt und für die Britannier kämpft. Dann aber tauchen auf britannischer Seite Belarius, Guiderius und Arviragus auf – die Römer werden besiegt, Caius Lucius und Posthumus, der römische Kleidung trägt, gefangen genommen. Um den schlafenden Posthumus versammeln sich Geister seiner verstorbenen Ahnen und bitten Jupiter, mit ihrem Nachfahren Mitleid zu haben; darauf erscheint Jupiter und verkündet, er werde Posthumus’ Glück zuwege bringen. Tatsächlich kommt wenig später ein Bote mit der Order, ihn zu Cymbeline zu bringen.
Im Finale des Schauspiels treten fast alle Personen nochmals auf, um die Bruchstücke der verwirrenden Handlung zusammenzufügen. Der Hofarzt Cornelius überrascht alle mit der Nachricht, dass die Königin, Imogens Stiefmutter, gestorben sei. Mit ihrem letzten Atemzug gestand sie ihm ihre finsteren Taten: Sie liebte Cymbeline nicht, sie ließ Imogen unwissentlich durch Pisanio vergiften und hatte die Absicht, Cymbeline ebenfalls zu vergiften, damit ihr Sohn Cloten den Thron besteigen könne. Die noch verkleidete Imogen fragt Iachimo, woher er den Ring an seinem Finger habe, und dieser gesteht sein schelmisches Tun. Imogen gibt sich zu erkennen, sie und Posthumus umarmen einander. Belarius offenbart seine wahre Identität und diejenige von Arviragus und Guiderius als Söhne Cymbelines. Cymbeline schließt mit einer großen Rede an die Götter und erklärt Frieden zwischen Britannien und Rom. Die Römer dürfen unbehelligt abziehen und erhalten ihren geforderten Tribut. Zum Abschluss eröffnet Cymbeline ein großes Fest in Luds Stadt (London) und schließt mit den Worten „Nie hatt ein Krieg, eh noch die Hände / Vom Blut sich wuschen, solch ein schönes Ende.“

## Literarische Vorlagen, intertextuelle Bezüge und kulturelle Zusammenhänge
Obwohl das Werk mit seinen zahlreichen Verwicklungen, der Trennung der Liebenden sowie überraschenden Wendungen und der wundersamen Rettung am Ende charakteristische Merkmale einer Romanze aufweist, hat Shakespeare den Stoff für seine Geschichte nicht wie in Pericles oder The Winter’s Tale überwiegend aus der vorliegenden Romanzenliteratur seiner Zeit übernommen.
Als Vorlage für die Zeichnung der historischen Titelfigur des semi-legendären Königs Cymbeline, der im Jahre 33 v. Chr. während der Regierungszeit des römischen Kaisers Augustus den Thron bestiegen haben soll, wie auch für den geschichtlichen Grundriss der Auseinandersetzungen zwischen den Briten und Rom griff er stattdessen wie in seinen Historien auf Raphael Holinsheds Chronicles of England, Scotland and Ireland zurück. Holinsheds Chronicles waren 1587 in der zweiten Auflage erschienen und thematisierten nicht allein die dokumentarisch überlieferte Geschichte Großbritanniens, sondern ebenfalls die legendäre oder mythische Frühzeit. Diesen sagenhaften Teil der Chronicles nutzte Shakespeare bereits zuvor für seine großen Tragödien King Lear und Macbeth.
Im Unterschied zu Holinsheds Chronicles verlagert Shakespeare allerdings den dort in der Regierungszeit von König Kymbelines Sohn Guiderius datierten Tributstreit historisch vor. Die Beschreibung der heroischen Taten von Belarius, Guiderius und Arviragus im Kampfgeschehen mit den Römern ist an den Bericht Holinsheds über das maßgebliche Eingreifen des Bauern Haie und einer Söhne in der Schlacht von Loncart zwischen den Schotten und den Dänen im Jahre 976 n. Chr. angelehnt.
Diverse Einzelheiten in der Ausgestaltung der Figur des Guiderius lassen darauf schließen, dass Shakespeare ebenso der Bericht über Guiderius im zweiten Teil von A Mirror for Magistrates (1578) und Robert Fabyans New Chronicle of England and of France (1516) vertraut war.
Da Holinsheds Chronicles und die übrigen zeitgenössischen Geschichtsdarstellungen, die Shakespeare aller Wahrscheinlichkeit nach für den Entwurf seines Werkes heranzog, kaum Details über die britische Frühgeschichte enthielten, musste Shakespeare für ein vollständiges Drama einen Großteil der Figuren und Handlungsbausteine selber hinzufügen, wobei er neben seiner eigenen Imagination auch auf seine Erinnerungen an nutzbare Motive und Elemente der ihm bekannten älteren und jüngeren Erzählliteratur zurückgriff.
So findet sich beispielsweise die Wette zwischen Posthumus und Giacomo über die Treue Imogens vorgebildet in Giovanni Boccaccios Novellensammlung Decamerone (wahrscheinlich abgefasst zwischen 1349 und 1353) in der neunten Geschichte am zweiten Tag (Novelle II.9), die Shakespeare entweder im Original oder aber in einer der zahlreichen französischen Übersetzungen vorgelegen haben muss.
Aufgrund verschiedener Abweichungen von der italienischen Originalvorlage wird in der Shakespeare-Forschung des Weiteren angenommen, dass Shakespeare höchstwahrscheinlich auch die Nachdichtung dieses Stoffs bzw. Motivs in This mater treateth of a merchauntes wyfe that afterwarde went like a man and was called Frederyke of Jennen., das um 1517/18, 1520 und 1560 als Druckfragment erschienen war, vertraut gewesen sein dürfte und von ihm herangezogen wurde.
Ein größerer Teil der neueren Shakespeare-Editoren geht zudem davon aus, dass neben mannigfaltigen volkstümlichen, zumeist nur mündlich überlieferten Sagen und Erzählungen insbesondere ein anonymes Schauspiel mit dem Titel The Rare Triumphs of Love and Fortune, das 1582 bei Hofe aufgeführt worden war und 1589 in Druckform veröffentlicht wurde, maßgebliche Impulse für Shakespeares Cymbeline geliefert haben könne.
Im Gegensatz zu seinen Quellen verringert Shakespeare jedoch dramaturgisch die dominante handlungstreibende Rolle der Ehefrau, die in seinen literarischen Vorlagen selber aktiv ihre Rehabilitierung herbeiführt. Ebenso wenig wird bei Shakespeare der Verleumder wie in seinen Quellen am Ende hingerichtet; in der genrespezifischen Konvention des versöhnlichen Endes einer Romanze wird ihm am Schluss großzügig vergeben.
Der Gattungsform der dramatischen Romanze entsprechend verlagert Shakespeare gleichermaßen die Geschichte und den Stoff aus dem Kaufmannsmilieu in die höfische Welt sowie die sagenhafte Vorzeit Britanniens.
Das Motiv der Wette um die Treue, Gehorsamkeit oder männliche Beherrschbarkeit der Frau findet sich grundsätzlich bereits in Shakespeares The Taming of the Shrew am Ende dieser Komödie.
Im zeitgenössischen kulturellen Kontext gehörte das Verleumdungsmotiv, d. h. die Behauptung der Untreue einer Frau durch falsche Anschuldigungen oder Beweise und die damit verbundene Frage nach der Prüfung der ehelichen Treue, zu dem in der Weltliteratur weitverbreiteten alten Erzählgut. Vorlagen finden sich vor allem in zahlreichen komödienhaften oder romantischen Geschichten und Schauspielen, so unter anderem beispielhaft auch in der Geschichte von Susanna. Diese Geschichte war in der elisabethanisch-jakobäischen Zeit als mündliche Überlieferung wohl vertraut und wurde in den Apokryphen-Abschnitten der Geneva Bible seit 1557 in mehreren Auflagen als eigenständiges Buch im Druck veröffentlicht.
Für die Elisabethaner stieß diese Thematik der Verwundbarkeit der Frauen durch Verleumdung bzw. ihrer vermeintlichen Untreue auch im übergreifenden historisch-politischen Zusammenhang auf großes Interesse, nachdem Henry VIII. zwei seiner Ehefrauen, Anne Boleyn und Catherine Howard wegen angeblicher Untreue hatte enthaupten lassen.
Shakespeare selber verwendete in vorangegangenen Werken wie beispielsweise in Measure for Measure oder All's Well, that Ends Well ebenfalls das in dieser Hinsicht verwandte Motiv des sogenannten bed-tricks.
Eine Reihe von heutigen Shakespeare-Forschern und Editoren verweisen daneben auf intertextuelle Bezüge zu anderen Stücken Shakespeares, in denen das Thema der Verleumdung der weiblichen Hauptfiguren eine maßgebliche Rolle spielt, so etwa in Much Ado about Nothing, Othello oder The Winters Tale.
Während in diesen Stücken die falschen verleumderischen Behauptungen jedoch nicht allein zu dem symbolischen oder fiktiven Tod der Heldin führen, sondern gleichermaßen die Bühnengesellschaft auf der öffentlichen Ebene in Ankläger und Verteidiger der verleumdeten Frauen zerspalten, ändert Shakespeare in Cymbeline dieses dramaturgische Muster. Die Verleumdung Imogens findet in Italien statt, während diese sich in Britannien aufhält. Außer Pisano, der dieser Verleumdung Imogens jedoch keinen Glauben schenkt, weiß niemand sonst in ihrem Heimatland davon. Die im Stück thematisierte Verleumdung Imogens ist folglich weniger auf der öffentlich-politischen, sondern eher auf der privaten Ebene angesiedelt. Auch fehlt in Cymbeline das typisch romantische Motiv der weiblichen Freundschaft und Unterstützung der Heldin durch ihre vertrauten Gefährtinnen. In Cymbeline ist die Protagonistin weitgehend isoliert Damit verlagert Shakespeare im Unterschied zu seinen anderen Werken den Fokus darauf, wie Posthumus und Imogen auf die Vorwürfe reagieren, und lenkt den Blick auf des Leiden von Posthumus. Diese Variationen im Vergleich zu den übrigen Stücken sind teilweise durch die genrespezifischen Besonderheiten von Cymbeline bedingt, das nicht eindeutig einer der spezifischen klassischen dramatischen Gattungsformen zugeordnet werden kann, sondern eine eigentümliche Mischung von tragischen, tragikomischen, historien- und romanzenhaften Elementen aus unterschiedlichen dramatischen Bauformen aufweist.
Auffällig ist dabei Shakespeares besondere Zeichnung seiner Protagonistin und die spezifische Ausgestaltung des Handlungsstrangs ihrer Verleumdung jedoch nicht nur in einem intertextuellen Kontext.
Die in der mittelalterlichen Tradition der Romanzen stehenden vorhergehenden Erzählungen und Bühnenwerke mit ihrer Fülle von Geschichten über unter Verleumdung leidenden Heldinnen stellten diese zugleich im Kern weitgehend als männliche Besitz- oder Sexualobjekte dar und spiegelten mit ihrer inhärenten misogynen Sichtweise in sozio-kultureller Hinsicht die damalige gesellschaftliche Rolle und Stellung der Frau. Shakespeares komplexe Überarbeitung und Variation dieser Motive, insbesondere Posthumus’ eindringliche Vergebung der vermeintlichen Schuld seiner Frau und seine Beteuerung ihres menschlichen Wertes trotz ihrer angenommenen sexuellen Freizügigkeit, als er noch fest von deren Untreue überzeugt ist (Akt 5.1.5), nehmen aus Sicht eines Teils der heutigen Shakespeare-Forschung einen bemerkenswerten paradigmatischen Wandel in der Einschätzung der gesellschaftlichen Bedeutung der Frauenrolle vorweg. So spricht etwa Valerie Wayne, die Herausgeberin der neuen Arden-Edition des Werkes, an dieser Stelle von einem kulturellen Paradigmenwechsel („larger cultural shift“), der die expliziten zeitgenössischen Formen der Misogynie zurückdränge. Der in Cymbeline angelegte neuartige Diskurs über Frauen und Sexualität gehöre nicht einzig zu den innovativen Aspekten dieses Stückes, sondern sei darüber hinaus eines seiner wesentlichen Charakteristika.

## Datierung und Textgeschichte
Die genaue Entstehungszeit des Werkes ist nicht bekannt, lässt sich auf dem Hintergrund der neueren bibliographischen Forschung jedoch mit sehr hoher Sicherheit auf den Zeitraum 1609/1610 eingrenzen. Dokumentarisch belegt ist das spätestmögliche Datum (terminus ad quem) der Fertigstellung des Werkes durch eine erhalten gebliebene Tagebuchaufzeichnung des Londoner Arztes und Astrologen Simon Forman über den Besuch einer Vorstellung von Shakespeares Of Cimbalin King of England. Zwar ist in diesem Tagebucheintrag weder der Tag noch der Ort der Aufführung exakt benannt; Forman muss die Aufführung jedoch vor dem 8. September 1611 gesehen haben, dem Tag seines Ertrinkens bei einer Überfahrt über die Themse, der historisch belegt ist. Da Formans Tagebuch präzise datierte Angaben über den Besuch verschiedener anderer Aufführungen von Shakespeare-Stücken wie etwa von Macbeth am 20. April 1611 oder The Winters Tale am 15. Mai 1611 im Globe Theatre enthält, geht der überwiegende Teil der heutigen Editoren davon aus, dass Forman die Aufführung von Cymbeline aller Wahrscheinlichkeit nach im Frühjahr 1611 am Globe gesehen hat, das Stück folglich spätestens Ende 1610 / Anfang 1611 abgefasst gewesen sein muss.

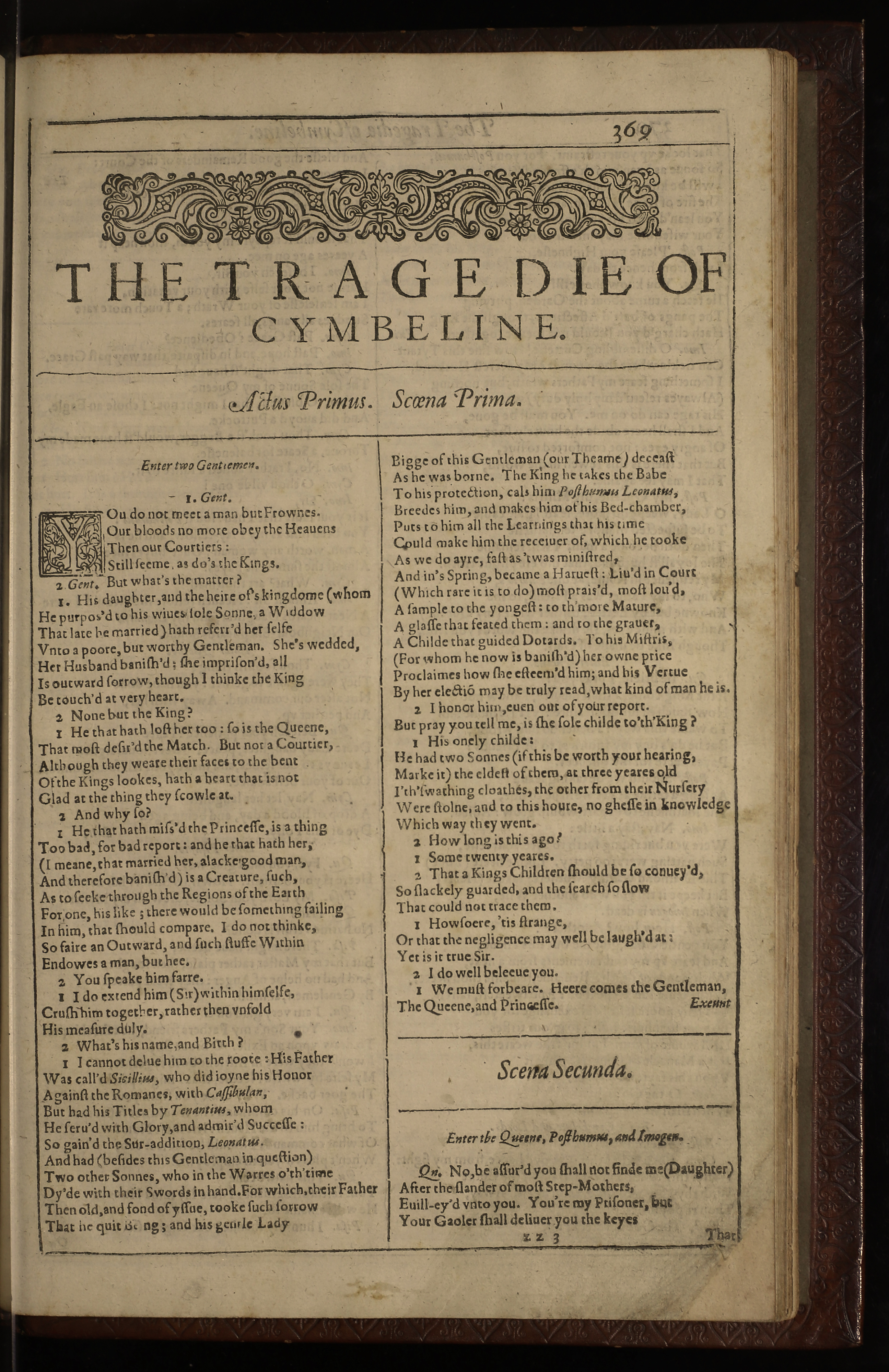
First Folio 1623 – The Tragedie of Cymbeline, Titelblatt, S. 1

Aufgrund der engen sprachlich-stilistischen Verwandtschaft von Cymbeline und The Winters Tale wird in der gegenwärtigen Shakespeare-Forschung allgemein eine frühere Entstehung des Werkes angenommen. Verschiedene Indizien deuten darauf hin, dass Shakespeare diese beiden Stücke wahrscheinlich kurz nacheinander oder möglicherweise sogar zeitgleich während der Schließung der Londoner Theater aufgrund des Pestausbruchs vom August 1608 bis Ende 1609 bzw. Anfang 1610 verfasst hat. Gegen die Hypothese einer zeitgleiche Abfassung dieser zwei Stücke erhebt der renommierte britische Shakespeare-Experte und Herausgeber des Oxford-Shakespeare-Gesamtausgabe Stanley Wells allerdings den durchaus plausiblen Einwand, dass wohl kein Dramatiker simultan an zwei größeren Werken arbeiten würde. Umstritten ist beim heutigen Forschungsstand gleichfalls die zeitliche Abfolge der Abfassung von Cymbeline und The Winters Tale; ebenso wenig kann mit völliger Sicherheit ausgeschlossen werden, dass Shakespeare die Arbeiten an Cymbeline erst nach der Wiedereröffnung der Theater fertiggestellt haben könnte.
Auf der Grundlage dieser bisherigen historisch-bibliographischen Erkenntnisse wird mit relativ hoher Gewissheit in den modernen Editionen der mutmaßliche Entstehungszeitraum von Cymbeline  nahezu ausnahmslos auf die Zeit zwischen 1609 und 1610 datiert.
Wie bei allen Shakespeare-Werken ist das Originalmanuskript des Stückes nicht erhalten. Die früheste Druckfassung erschien 1623 nach Shakespeares Tod in der ersten Gesamtausgabe seiner Werke, der First Folio, unter dem Titel The Tragedie of Cymbeline. Das Werk wurde von den Herausgebern John Heminges und Henry Condell der Gruppe der Tragödien zugeordnet und als letztes Drama gedruckt. Die Druckrechte für das Stück waren kurz zuvor am 8. November 1623 im Stationers’ Register zusammen mit 15 anderen, bisher noch nicht als Druck veröffentlichten Stücken für „Mr. Blount and Isaak Jaggard“ eingetragen worden. Auch in diesem Eintrag wird Cymbeline als letztes Werk genannt. Im Gegensatz zu Formans Tagebuchaufzeichnungen, in denen die weibliche Protagonistin durchgängig als Innogen benannt wird, enthält die erste Folio-Ausgabe stattdessen an vierzig Stellen die abweichende Namensform Imogen. In diversen heutigen Editionen ist seit der Ausgabe der Oxford Collected Works im Jahre 1986 der Name der Tochter Cymbelines aus verschiedenen Gründen wiederum als Innogen emendiert worden.

## Deutsche Übersetzungen
Im ausgehenden 18. und im 19. Jahrhundert entstanden zahlreiche Übersetzungen, von denen die von Dorothea Tieck immer noch am verbreitetsten ist. Für das 20. Jahrhundert sind die Übersetzungen von Theodor von Zeynek, Erich Fried und Frank Günther besonders erwähnenswert.
Im Rahmen der geplanten vollständigen Englisch-Deutschen Studienausgabe der Werke Shakespeares unter der Schirmherrschaft der Deutschen Shakespeare Gesellschaft ist eine zweisprachige Edition von „Cymbeline“ in Vorbereitung. Unter Beteiligung einer Vielzahl namhafter deutscher Anglisten und Shakespeare-Forscher soll dabei auf Grundlage des gegenwärtigen wissenschaftlichen Forschungsstandes in einem umfassenden Anmerkungs- und Kommentierungsteil in allgemein verständlicher Form auf die besonderen Interessen und Informationsbedürfnisse der deutschsprachigen Leser und Leserinnen eingegangen werden. Intendiert ist in diesem Zusammenhang eine deutsche Prosafassung, die den Originaltext so sinn- und wortgetreu wie möglich wiedergeben will.

## Bühnenenadaptionen
George Bernard Shaw verfasste 1937 auf Grundlage des shakespeareschen Werkes in seinem Bühnenfragment Cymbeline Refinished: A Variation on Shakespear's Ending eine eigene Fassung der langen Schlussszene des Originals. Im Gegensatz zu Shakespeares Vorlage gibt es in Shaws Version des Dramenendes keine versöhnliche Auflösung. Imogen bringt in dieser Umschreibung der Abschlussszene wiederholt ihre Empörung über das sie kränkende Verhalten von Posthumus emphatisch zum Ausdruck, während dieser seine Reue nur in distanzierter und beiläufiger Form zeigt und die Klagen Imogens mehrfach deutlich zurückweist. Imogen muss sich schließlich damit abfinden und zieht sich resigniert in ihr künftiges Leben in einer „gefallen Welt“ zurück (“I must go home and make the best of it / As other women must.”). Damit akzeptiert sie zugleich implizit die Position von Posthumus, der sie zwar zuvor gern tot gesehen hätte, dessen schändlicher Mordauftrag jedoch nicht ausgeführt wurde. Er ist seinerseits nun bei Shaw nicht fähig oder bereit, die möglichen Konsequenzen einer tatsächlichen Ausführung seines Planes ernsthaft in Betracht zu ziehen und zieht es vor, die nicht realisierten möglichen Folgen seines Handelns als irrelevant abzutun.

## Film- und Fernsehadaptionen
Die erste bekannte Verfilmung von Cymbeline erschien als verkürzte 22-minütige Stummfilmfassung 1913 in einer Produktion der Edwin Thanhouser Company mit Florence La Badie in der weiblichen Hauptrolle und James Cruze als Posthumus. 1937 folgte kurze Zeit nach der Aufnahme des Fernsehbetriebs in Großbritannien 1937 die Ausstrahlung einer 45-minütigen Kurzfassung ausgewählter Szenen des Stückes durch die BBC; 1956 sendete die BBC eine um weitere Szenen ergänzte neue Fernsehversion auf der Basis von Aufnahmen einer Theateraufführung des Werkes am Old Vic Theatre. In den USA wurde 1981 eine Bühnenaufführung von Cymbeline für das Berkeley Shakespeare Festival in Kalifornien als Theaterverfilmung aufgenommen. Die ein Jahr später entstandene BBC-Fernsehfassung des Stückes mit Helen Mirren in der Rolle der Imogen wird von Fernsehkritikern allgemein zu den besten BBC-Produktionen gezählt. Die erste erwähnenswerte im Studio produzierte Filmversion des Stückes entstand 2014 unter der Regie von Michael Almereyda mit Ed Harris als Cymbeline, Ethan Hawke als Iachimo und Dakota Johnson als Imogen. Der Schauplatz wurde in dieser Filmadaption in die Gegenwart verlegt.
Im deutschsprachigen Fernsehen wurde 2000 die 1998 unter der Leitung von Dieter Dorn produzierte Darbietung des Stückes ausgestrahlt.

## Musikalische Bearbeitungen
Neben fast 80 überlieferten Inzidenzmusiken sind sieben Bearbeitungen für die Oper bekannt:
- 1796 Rodolphe Kreutzers Imogène ou la Gageure indiscrète
- 1832 Frydryk Edward Sobolewskis Imogen
- 1892 Nicola van Westerhouts Cymbelin
- 1894 Edmond Missas Dinah
- 1951 Arne Eggens Cymbeline
- 1974 Claude Arrieus Cymbeline
- 2009 Christopher Bergs Cymbeline

Charles Fussell komponierte ein etwa einstündiges weltliches Oratorium über den Cymbelin-Stoff (UA 1987).

## Textausgaben
Englisch
- John Jowett, William Montgomery, Gary Taylor und Stanley Wells. (Hrsg.): The Oxford Shakespeare. The Complete Works. Second Edition. Oxford University Press, Oxford 2005. ISBN 978-0-19-926718-7
- Martin Butler (Hrsg.): William Shakespeare: Cymbeline. The New Cambridge Shakespeare. Cambridge University Press, Cambridge 2005, 12. Auflage 2016. ISBN 978-0-521-29694-6
- Roger Warren (Hrsg.): William Shakespeare: Cymbeline. Oxford World's Classics. Oxford University Press, Oxford 1998. ISBN 978-0-19-953650-4
- Valerie Wayne (Hrsg.): William Shakespeare: Cymbeline. The New Arden Shakespeare. Third Series. Bloomsbury 2017. ISBN 978-1-904271-30-7

Deutsch
- Heinrich Bulthaupt: Imogen. Romantisches Trauerspiel in 5 Akten nach William Shakespeare. Oldenburg 1885, Bühnenmusik von Albert Dietrich (op. 38)
- Frank Günther (Hrsg.): William Shakespeare: Cymbeline. Zweisprachige Ausgabe. ars vivendi, Cadolzburg 2012. ISBN 978-3-89716-182-5